# Удружење
Удружење је добровољна асоцијација особа које су повезане истим идејама и циљевима. У савременом друштву слобода удруживања је фундаментално људско право које омогућава задовољење интереса од спортских, културних, забавних, рекреативних до политичких. Повезивање различитих удружења остварује се на локалном, регионалном, националном и интернационалном плану.